# Karen Miga
Karen Elizabeth Hayden Miga est une généticienne américaine qui dirige le consortium Telomere-to-Telomore (T2T) ayant publié l'assemblage complet du génome humain en mars 2022.
Elle est professeur adjoint de génie biomoléculaire à l'Université de Californie à Santa Cruz et directrice associée de la pangénomique humaine au UC Santa Cruz Genomics Institute. Elle est nommée « One to Watch » dans le Nature's 10 2020 et l'une des personnes les plus influentes du d'après le Time 100 de 2022.

## Biographie
En 2012, Miga rejoint le laboratoire de David Haussler à l'Université de Californie à Santa Cruz. À l'UCSC, elle combine des approches informatiques et expérimentales. Là, elle dirige le consortium télomère à télomère (T2T),, un effort communautaire qui cherche à séquencer et assembler entièrement le génome humain. Ses efforts de recherche utilisent des stratégies de séquençage à lecture longue,. Elle utilise le séquenceur MinION d'Oxford Nanopore Technologies, qui analyse un brin d'ADN en détectant les changements dans le flux de courant lorsque l'ADN traverse les nanopores d'une membrane.
Miga est la directrice de Human Pangenome Production Center un projet visant à contribuer à la prochaine carte de référence du pangénome humain grâce à la création de 350 génomes diploïdes T2T. Cette carte soutiendra le développement de thérapies personnalisées.
En 2022, Miga participe à la séance plénière de clôture de la réunion de la Clinton Global Initiative, où elle discute de l'avenir de la recherche génomique équitable avec l'ancien président Bill Clinton, le chanteur de U2 Bono et le directeur général de l'Organisation mondiale de la santé (OMS) Tedros Ghebreyesus. En 2023, Karen Miga est nommée Searle Scholar 2023 pour étudier les régions hétérochromatiniennes inexplorées du génome humain.

## Publications
- (en) Miga, Koren, Rhie et Vollger, « Telomere-to-telomere assembly of a complete human X chromosome », Nature, vol. 585, no 7823,‎ 2020, p. 79–84 (PMID 32663838, PMCID 7484160, DOI 10.1038/s41586-020-2547-7, Bibcode 2020Natur.585...79M)
- (en) Chimpanzee Sequencing Analysis Consortium, « Initial sequence of the chimpanzee genome and comparison with the human genome », Nature, vol. 437, no 7055,‎ 2005, p. 69–87 (ISSN 0028-0836, PMID 16136131, DOI 10.1038/nature04072, Bibcode 2005Natur.437...69.)
- (en) Rosenbloom, Armstrong, Barber et Casper, « The UCSC Genome Browser database: 2015 update », Nucleic Acids Research, vol. 43, no D1,‎ 28 janvier 2015, D670–D681 (ISSN 0305-1048, PMID 25428374, PMCID 4383971, DOI 10.1093/nar/gku1177, lire en ligne)
- (en) Jain, Koren, Miga et Quick, « Nanopore sequencing and assembly of a human genome with ultra-long reads », Nature Biotechnology, vol. 36, no 4,‎ 2018, p. 338–345 (ISSN 1546-1696, PMID 29431738, PMCID 5889714, DOI 10.1038/nbt.4060)